# Pont de Bessières
Pour les articles homonymes, voir Bessières.
Ne doit pas être confondu avec Pont Bessières.
Le pont de Bessières est un pont à deux voies suspendu par câbles qui permet à la D32E de traverser le Tarn à Bessières dans la Haute-Garonne.

## Description
Le pont est long de 160 mètres. Il se trouve à un peu plus de 3 km en amont du pont de Mirepoix-sur-Tarn qui s'est effondré en novembre 2019.
Il a été reconstruit et surélevé en 1955 à partir de culées existantes par l'entreprise Baudin-Châteauneuf et l'ingénieur Marc Seguin et inauguré en 1955 par Maurice Bourges-Maunoury alors ministre de l'intérieur.
Pour la construction du pont, des centaines de tonnes de ferrailles de toute sorte dont les traverses métalliques furent acheminées par la voie ferrée de Bessières encore en fonction à l'époque et les employés furent recrutés sur place ou dans les villages environnants.

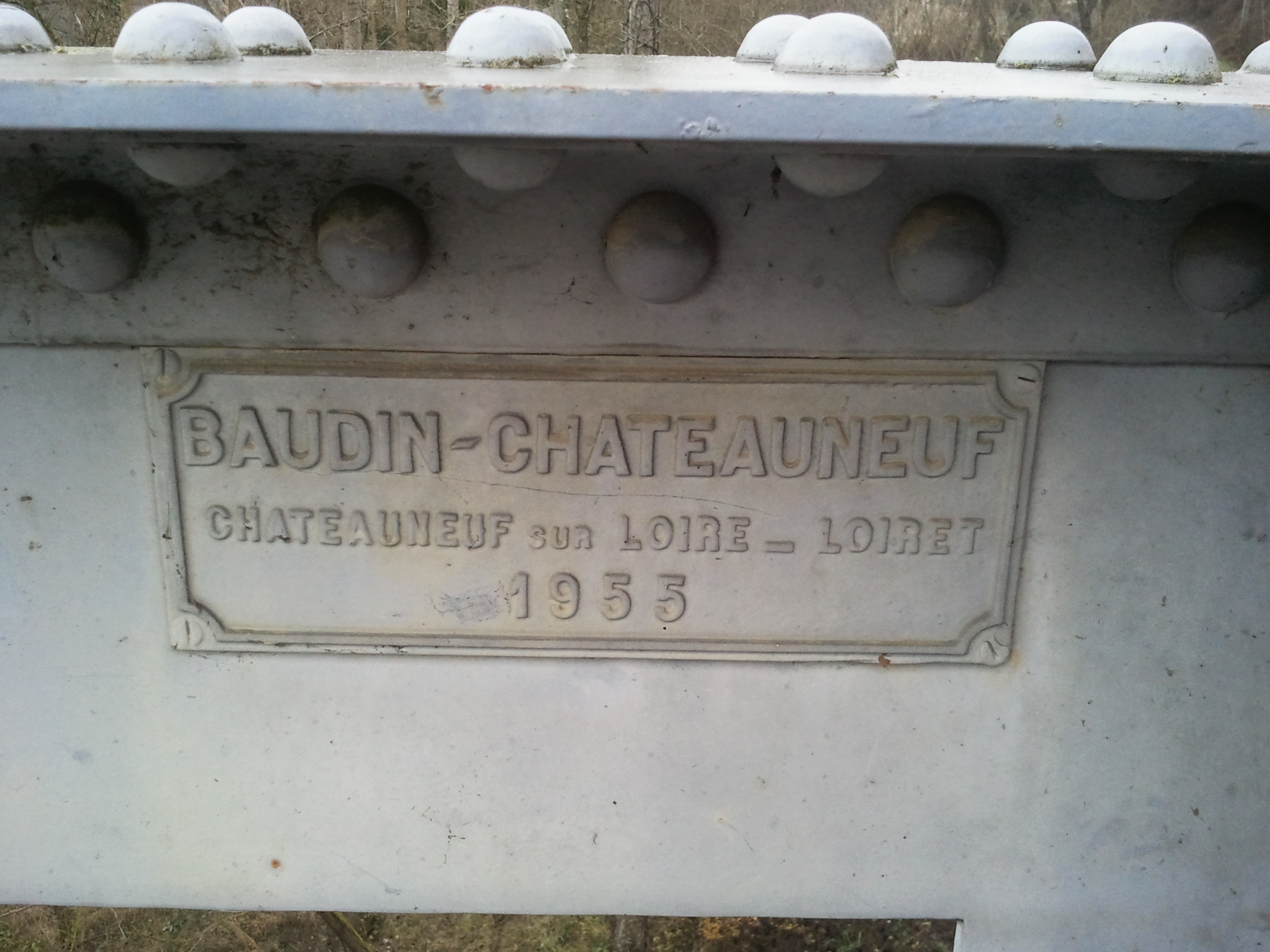
Plaque à l'entrée du pont.
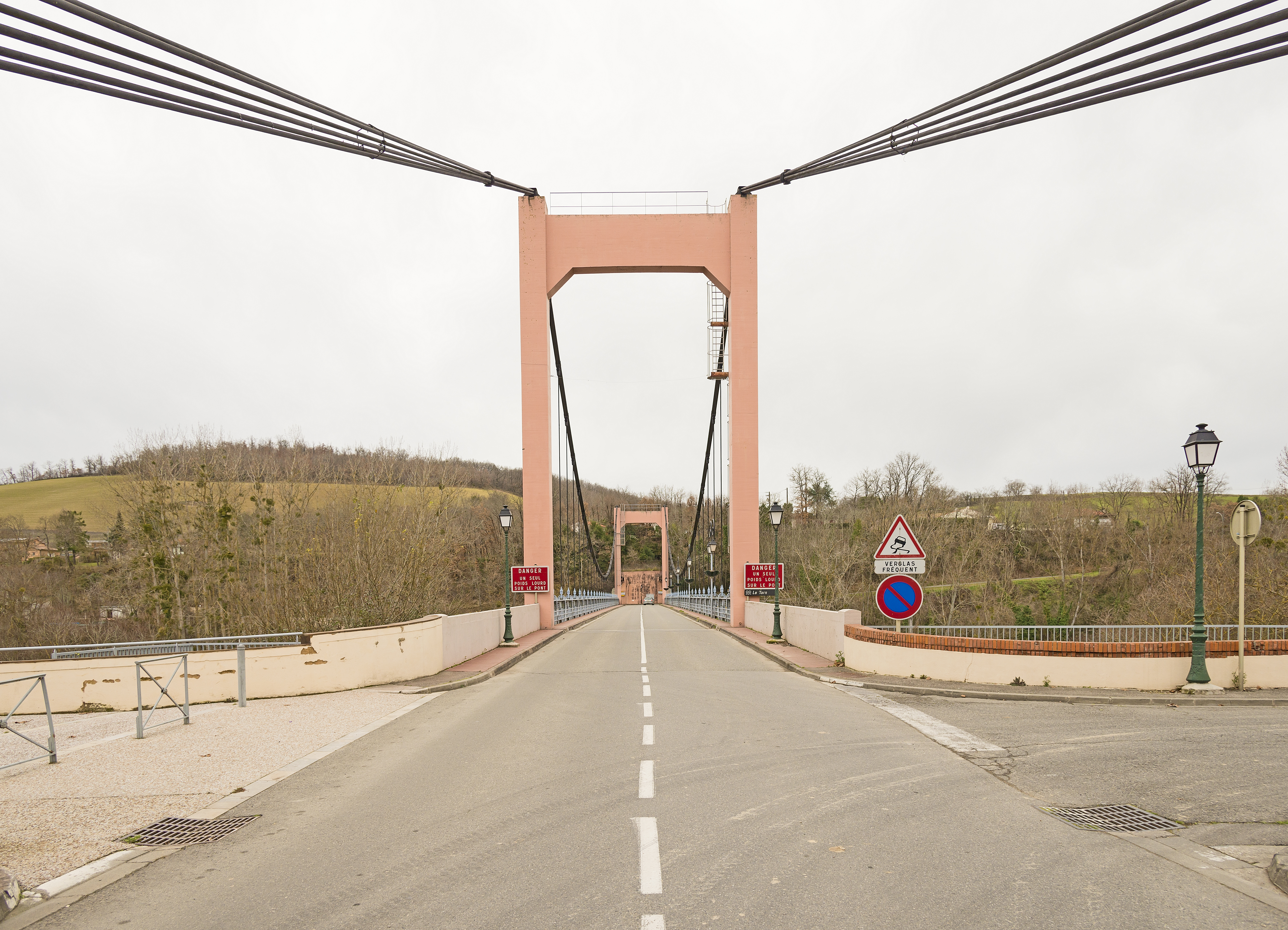
Le tablier vu de la rive Sud.

## Historique
L’ancien pont suspendu avait été créé en 1855 et disposait alors d'un tablier en bois et d'un octroi, il avait souffert lors de la crue de 1930.
Le premier week-end de septembre, les bessièrains organisent la fête du pont avec un pique-nique géant et un feu d'artifice tiré à partir des berges du Tarn.